# كلود بينيت
كلود بينيت هو سياسي كندي، ولد في 19 سبتمبر 1936 في أوتاوا في كندا. حزبياً، نشط في حزب أونتاريو المحافظ التقدمي. وقد انتخب عضو برلمان مقاطعة أونتاريو من عام 1971 إلى عام 1987، وكوزير في حكومتي بيل ديفيس وفرانك ميللر.

## الخلفية
ولد بينيت في أوتاوا. تلقى تعليمه في المدرسة الثانوية للتجارة وعمل كوكيل تأمين. كما شغل منصب مدير اتحاد معارض كندا المركزي من عام 1965 إلى عام 1978 وكان رئيسًا لنادي أوتاوا سونر جونيور لكرة القدم من عام 1965 إلى عام 1973.

## السياسة
شغل منصب عضو مجلس محلي ومراقب للمدينة في أوتاوا من عام 1961 إلى عام 1969، بعد أن تم انتخابه لأول مرة في مجلس المدينة في عام 1960. شغل منصب عمدة المدينة بالإنابة في الفترة من 1970 إلى 1972.
تم انتخاب بينيت لعضوية المجلس التشريعي في أونتاريو في انتخابات المقاطعات عام 1971، وحقق فوزًا مقنعًا في جنوب أوتاوا. خدم في نفس الوقت كعضو في حكومة المقاطعة وفي مجلس الحكم في أوتاوا قبل استقالته من منصب المراقب في أغسطس 1972 بعد تمرير قانون إقليمي يمنع أعضاء البرلمان من العمل في المجالس البلدية في نفس الوقت. تم تعيينه وزيرا بدون حقيبة في حكومة بيل ديفيس في 28 سبتمبر 1972، وتمت ترقيته إلى وزير الصناعة والسياحة في 15 يناير 1973. أعيد انتخابه بأغلبية مخفضة في انتخابات عام 1975، ومرة أخرى بأغلبية مقنعة في عام 1977. في 21 يناير 1978 عين وزيرا للإسكان.
بعد ست سنوات من الحكم في برلمان الأقلية، عاد ديفيس بأغلبية في انتخابات عام 1981. عاد بينيت مرة أخرى إلى أوتاوا الجنوبية، وعُين وزيراً للشؤون البلدية والإسكان. خدم في هذا المنصب لما تبقى من سنوات ديفيس.
كان بينيت من الجناح اليميني لحزب المحافظين التقدمي وكان مؤيدًا بارزًا لفرانك ميلر في مؤتمر القيادة للحزب في يناير 1985. عندما أصبح ميلر رئيس وزراء أونتاريو في 8 فبراير 1985، عين بينيت وزيرا للسياحة والترفيه.
تم تقليص حكومة ميلر إلى حكومة أقلية هشة في انتخابات المقاطعات عام 1985، واحتفظ بينيت بمقعده بأغلبية 1,337 صوتًا (39.4 ٪) ضد منافس الحزب الليبرالي أندرو كاديل (35.3 ٪). استمر في العمل كوزير للسياحة والترفيه وعُين أيضًا رئيسًا لمجلس الوزراء، لكنه لم ينجز سوى القليل في هذا المنصب قبل هزيمة حكومة ميلر في المجلس في يونيو 1985.

## التعيينات في الشركات والوفاة
من عام 1990 إلى عام 1995، شغل بينيت منصب رئيس مجلس إدارة مؤسسة الرهن العقاري والإسكان الكندية. كان رئيسًا لجمعية ألعاب الكومنولث الكندية منذ عام 1998 وشغل أيضًا منصب رئيس مجلس الانتقال في أوتاوا وهيئة مطار أوتاوا. في 29 يونيو 2007، تم تعيينه في مجلس إدارة دار سك العملة الملكية الكندية لمدة أربع سنوات.
توفي بينيت في صباح يوم 20 مارس 2020 بنوبة قلبية.